# 陳經 (成化進士)
陳經（1443年—？），字貫之，湖廣衡州府桂陽州臨武縣人，軍籍，明朝政治人物。

## 生平
早年出身國子生，湖廣鄉試第八十名。成化十一年（1475年）乙未科會試第四十四名，殿試登進士第三甲第六十名。監察御史，因彈劾宦官，謫官山東東平州知州。陞陝西僉事。

## 家族
曾祖父陳舜相，曾任訓導。祖父陳佀瑩。父亲陳壽鼎，曾任教諭。